# نماز جمعه ۲۶ تیر ۱۳۸۸ تهران

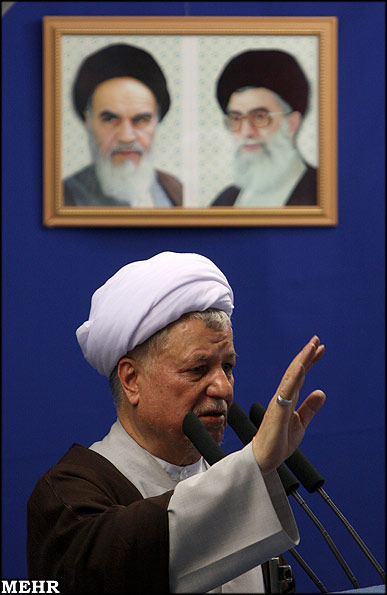
اکبر هاشمی رفسنجانی در نماز جمعه ۲۶ تیر ۱۳۸۸

نماز جمعه تهران در ۲۶ تیر ۱۳۸۸ به امامت اکبر هاشمی رفسنجانی برگزار شد. این مراسم در شرایطی برگزار گردید که هاشمی رفسنجانی، رئیس مجلس خبرگان رهبری و مجمع تشخیص مصلحت نظام، هشت هفته پس از انتخابات ریاست جمهوری دهم، برای نخستین بار امامت آن را بر عهده گرفت و تحت تأثیر اعتراضات گسترده پس از اعلام نتایج انتخابات ریاست جمهوری قرار داشت. غلامحسین محسنی اژه‌ای، وزیر اطلاعات وقت ایران، پیش از این مراسم در مورد بروز «صحنه‌های نامطلوب» در نماز جمعه هشدار داده بود.
در این نماز جمعه مهدی کروبی، میرحسین موسوی و محسن رضایی نیز حضور یافتند و نیروهای بسیج و امنیتی در برخی نقاط شرکت‌کنندگان در نماز جمعه را مورد ضرب و شتم قرار داده و به سوی آن‌ها گاز اشک‌آور شلیک کردند.

## فرازهایی از خطبه

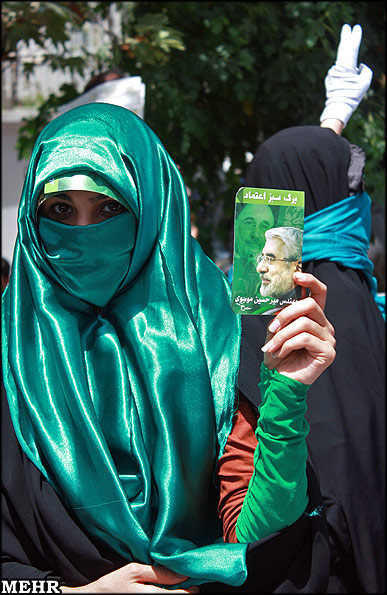
حضور حامیان جنبش سبز در نماز جمعه

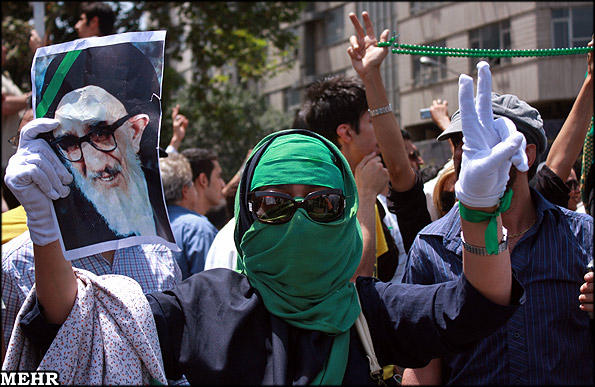
حضور حامیان جنبش سبز در نماز جمعه

اکبر هاشمی رفسنجانی در نخستین حضورش در نماز جمعه بعد از انتخابات اعلام کرد که باید اعتماد مردم به جمهوری اسلامی احیا و از زندانیان و آسیب دیدگان حوادث اخیر دلجویی شود. او گفت که انتخابات خوب شروع شد و همه چیز آماده یک افتخار بزرگ برای کشور ایران بود، اما این‌طور نشد. هاشمی در قسمتی از خطبه‌ها گفت: 
جمهوری اسلامی لفظ تشریفاتی نیست. هم جمهوری است و هم اسلامی. باید این دو با هم باشند. اگر هر یک از این دو آسیب ببیند، دیگر انقلاب و جمهوری اسلامی نخواهیم داشت.
وی ضمن انتقاد از عملکرد صدا و سیما گفت: «بخش بزرگی از مردم در نتیجه انتخابات تردید دارند و ما باید این تردیدها را از بین ببریم.»
هاشمی رفسنجانی در ادامه به طرح پیشنهادهایی پرداخت و تأکید کرد که این پیشنهادها را با جمعی از اعضای خبرگان و مجمع تشخیص مصلحت نظام که معتمد هستند در میان گذاشته‌است و ابراز امیدواری کرد که این پیشنهادها به کار بسته شود. او گفت «من اینها را عرض می‌کنم به عنوان راه حل شاید هم دیگران هم بپذیرند و عمل کنند و انشاالله که با اخلاص مسئله مهم ما اینست‌ که آن اعتمادی که مردم را با آن وسعت وارد میدان کرد و امروز یک مقدار مخدوش شده ما این اعتماد را برگردانیم و این هدف مقدس ما باید باشد و این اعتماد باید برگردد و اینکه چگونه برگردانیم را حالا عرض می‌کنم.» پیشنهادهای پنج‌گانهٔ او بدین شرح بود:
- پایبندی همه به قانون: ما باید همه چه نظام حکومت دولت مجلس نیروهای امنیتی و نظامی و انتظامی و مردم یعنی معترضان همه باید در چارچوب قانون حرکت کنیم. ما اگر از قانون تجاوز کنیم دیگر هیچ مرزی ندارد؛ و باید با قانون مسائل‌مان را حل کنیم و همه قانع باشیم. حالا هرچه شد با این قانون حالا اگر کسانی از بعضی قوانین دل خوشی ندارند باید بعداً سعی کنند که قوانین اصلاح شود و هر وقت که لازم است این اشکالاتی که دیده شده یک‌روزی حل می‌شود ولی بیائیم چارچوب را قانون قرار دهیم و همه آن را بپذیرند.[۶]
- فضای بحث برای جلب اعتماد: یک فضایی به وجود بیاوریم که همه اطراف بتوانند آن جا حرفشان را بزنند و هر طرف منطقی و بدون دعوا و بدون مشاجره و منطق حاکم باشد البته عمده اینکار مال صدا و سیماست که باید انجام بدهد که مستمعین زیادتری دارد و سایر رسانه‌ها هم باید اینکار را بکنند و بحث‌ها باید منطقی باشد برادرانه خواهرانه بنشینند با هم حرف بزنند و دلیلش را بگوید و آن هم دلیلش را بگوید و بالاخره مردم در این بین خودشان می‌فهمند و آخرش هم می‌توان از مردم پرسید و طوری باشد که ما این اعتماد را برگردانیم.[۶]
- آزادی زندانیان سیاسی: لازم نیست در این شرایط ما افرادی را که به این نامی که الان هست در زندان داشته باشیم. اجازه بدهیم این‌ها به آغوش خانواده‌هایشان بازگردند. (تکبیر نمازگزاران) نگذاریم بخاطر زندانی بودن یک عده دشمنان ما، ما را سرزنش کنند شماتت کنند به ما بخندند.[۶]
- دلجویی از آسیب‌دیدگان: آسیب‌دیدگان این حوادثی که اتفاق افتاد باید همدردی و دلجوئی بشود آنهائی که عزا دارند هم به آن‌ها تسلیت بدهیم و هم دل آن‌ها را دوباره با نظام نزدیک کنیم و اینکار شدنی است. کسانیکه وفادار به انقلاب باشند و ببینند که نظام به سراغشان می‌رود آن‌ها زود می‌توانند با دل و جانشان با ما همراهی کنند و اینکار را باید انجام دهیم و از آنان دلجوئی کنیم.[۶]
- آزادی رسانه‌ها و مطبوعات: بگذاریم رسانه‌هایمان بالاخره این رسانه‌ها با معیارهای قانونی اجازه گرفته‌اند محدودشان نکنیم و در حد قانون زیرا ملاک و چارچوب قانون است که نه رسانه‌ها انتظار داشته باشند بیشتر از اجازه قانونی عمل کنند و نه نظام از آن‌ها توقع کند که حق قانونی آن‌ها را ندیده بگیرند و همه با هم بگذاریم یک فضای آرام آزاد انتقادی یا تأییدی هر دوی آن به وجود بیاید.[۶]

او در پایان ابراز امیدواری کرد که سخنانش بتواند راهگشا باشد و به آنچه او «بحران» خواند، پایان دهد. او گفت: «امیدوارم این خطبه نماز جمعه شروعی در آینده باشد و بتوانیم از مشکلی که می‌توان نام بحران را روی آن گذاشت به خوبی عبور کنیم و دوباره شاهد همدلی و همراهی یک رقابت سالم باشیم، هر کسی که مردم خواستند آن گونه باشد، امیدواریم همیشه با همین روحیه در صحنه باشیم.»

## حاشیه‌ها
سایت‌های خبری منتقد دولت احمدی‌نژاد، شمار شرکت‌کنندگان در نماز جمعهٔ ۲۶ تیر را بی‌سابقه و تا دو و نیم میلیون نفر تخمین زده‌اند.
خبرگزاری رویترز از تهران گزارش داد که نیروهای امنیتی در بلوار کشاورز، هواداران میرحسین موسوی که نمادهای سبز رنگ داشتند را مورد ضرب و شتم قرار دادند و علیه شرکت‌کنندگان در نماز جمعه از گاز اشک‌آور هم استفاده کردند.
خبرگزاری فرانسه نیز گزارش داد هزاران نفر از هواداران میرحسین موسوی پس از پایان نماز دست به تظاهرات زده و علیه نتایج انتخابات ریاست جمهوری و در حمایت از کاندیدای خود شعار سر دادند و به نقل از شاهدان عینی می‌افزاید که نیروهای امنیتی چندین نفر از شرکت‌کنندگان در نماز جمعه را دستگیر کردند. پلیس ایران، دستگیری ۴۰ نفر را تأیید کرد.
به گزارش آسوشیتدپرس، معترضان در این راهپیمایی‌ها شعارهایی مانند مرگ بر روسیه، مرگ بر چین و مرگ بر دیکتاتور سر دادند. بنا بر همین گزارش به نقل از شاهدان عینی، ده‌ها نفر از تظاهرکنندگان توسط نیروهای پلیس و بسیج بازداشت شدند. در خیابان طالقانی نیروهای بسیج پس از پایان نماز به شرکت‌کنندگان حمله‌ور شده و آنان را مورد ضرب وشتم قرار دادند. تظاهرات معترضان پس از پایان نماز جمعه نیز ادامه یافت و همچنین شاهدان عینی از شنیده‌شدن صدای تیراندازی پس از پایان نماز جمعه خبر دادند.

### شعارهای ضد روسی
«مرگ بر روسیه» از اصلی‌ترین شعارهای نمازگزاران معترض بود. استفاده از شعارهای ضد روسی دیگری هم چون «روسیه حیاکن کشورمو رها کن»، «روسیه! ما را به حال خود رها کن!» و حتی «مرگ بر پوتین» و نیز آتش زدن پرچم روسیه توسط معترضان از شدت گرفتن احساسات ضدروسی در میان معترضان به انتخابات خبر می‌داد. معترضان بر این باور بودند که مسکو از احمدی‌نژاد حمایت می‌کند و به‌طور مستقیم در سرکوب معترضان نقش دارد. کروبی نیز در یکی از اطلاعیه‌های بعد از انتخابات خود به این موضوع اشاره کرده‌بود:
رویای انقلاب مخملی در ذهن این‌ها بوده یا آن‌ها که کابوس آن را می‌دیدند و نیرو به همسایه شمالی گسیل داشتند که آموزش ببینند تا چگونه مردم را با حالت ارعاب و قیافه مهیب و هجوم موتور و زدن باتوم و پرتاب گاز فلفل و زدن کابل بر سر پیر و جوان و زن و مرد و اتومبیل و مغازه بترسانند»
الکسی مالاشنکو کارشناس مرکز کارنگی مسکو در این مورد گفته‌است: «روسیه اشتباه کرد که بلافاصله از احمدی‌نژاد حمایت کرد. سخنرانی روز جمعه رفسنجانی نشان می‌دهد که او و طرفداران وی هنوز به‌هیچ وجه نباخته‌اند.» وی معتقد است اگر خط مشی مسکو ملاحظه‌کارانه باشد، شعارهای ضدروسی تکرار نخواهند شد. شیرین ادیبانی نیز معتقد است: این اعتراضات، نه علیه روسیه بلکه علیه روابط بسیار گرم بین دولت‌های ایران و روسیه هستند.

### اشخاص حاضر
- در این مراسم همچنین اشخاصی چون میرحسین موسوی، زهرا رهنورد، مهدی کروبی، امامی کاشانی، علی‌اکبر ناطق نوری، حسن روحانی، عبدالله نوری، علیرضا محجوب، مجید انصاری، علی فلاحیان، محمد هاشمی رفسنجانی، قدرت‌الله علیخانی، یاسر خمینی، میرمحمدی، محمدرضا باهنر، محسن رضایی، سعید مرتضوی و علی رازینی نیز حضور داشتند.[۱۵][۱۶]

### قطع شبکه تلفن همراه
همزمان با آغاز نماز جمعه، تلفن‌های همراه در مناطق اطراف دانشگاه تهران، محل برگزاری نماز جمعه، قطع شد. خبرگزاری ایلنا از قطع تلفن همراه در مناطق منتهی به میدان انقلاب، خیابان ولی‌عصر، بلوار کشاورز، خیابان انقلاب، خیابان جمهوری و میدان فردوسی خبر داد.

### حمله به مهدی کروبی

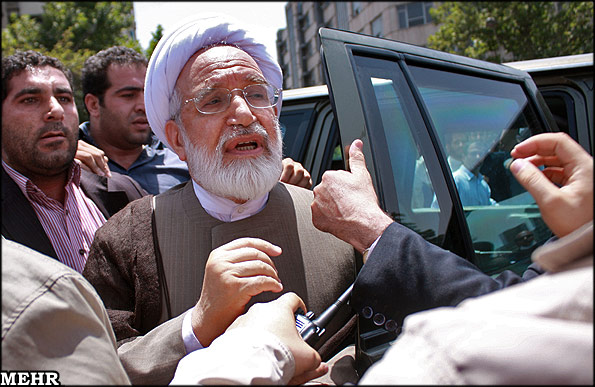
مهدی کروبی در نماز جمعه

همچنین نیروهای لباس شخصی در حاشیه نماز جمعه تهران با حمله به مهدی کروبی وی را مورد اهانت قرار دادند. حسین کروبی فرزند مهدی کروبی در این باره می‌گوید: 
هنگامی که پدر من در خیابان‌های نزدیک به دانشگاه تهران به سمت این دانشگاه حرکت می‌کرد مردم بسیاری پشت سر او حرکت می‌کردند و با سر دادن شعارهایی در حمایت از وی خواستار احقاق حقوقشان بودند که به ناگهان پلیس ضد شورش که در مقابل ایستاده بودند اقدام به تیراندازی هوایی کردند که در این حال آقای کروبی به جمعیت اعلام کرد که بیش از این جلو نیایند و خودش در صف اول به نماز جمعه خواهد رفت.
او ادامه می‌دهد:
در این زمان پدرم را سوار بر ماشین کردند که به دانشگاه ببرند ولی هنگامی که مقابل دانشگاه پیاده شد تعدادی از نیروهای لباس شخصی مقابل در ایستاده و به او حمله کردند و او را مورد تعرض قرار دادند به‌طوری‌که عمامه وی از سرش افتاد. آن‌ها به فحاشی پرداخته و الفاظ بسیار زشت و زننده‌ای را به کار می‌برند. در همین حال محافظین با سختی آقای کروبی را وارد دانشگاه کردند.

### ربودن شادی صدر
در صبح جمعه شادی صدر، وکیل و فعال حقوق زنان، در مسیر بلوار کشاورز در حالی‌که قصد رفتن به نماز جمعه را داشت توسط نیروهای لباس شخصی، با خشونت و بدون حکم قضائی سوار اتومبیلی شد و به مکان نامشخصی انتقال داده شد. این عمل همراه با خشونت و کتک بود به‌طوری‌که مانتو و روسری صدر از تنش درآمد. در پی دستگیری صدر، عفو بین‌الملل با صدور بیانیه‌ای خواستار آزادی فوری و بدون قید و شرط او شد.

### سانسور در صدا و سیما
این مراسم به صورت گزینشی و سانسور شده از صداوسیما پخش شد. این عمل که در ۳۰ سال گذشته بی‌سابقه بوده‌است شامل حذف شعارهای نمازگزاران و جایگزینی آن با برخی شعارهای خاص، حذف چند جمله از سخنان خطبه هاشمی رفسنجانی که در آن به شرایط ویژه خیابان‌های اطراف دانشگاه تهران و همچنین کشتار مسلمانان توسط دولت چین اشاره شده بود و با استفاده مکرر از تصویرهای اسلوموشن، منحرف کردن دوربین از جمعیت گسترده سبزها و تکرار چندباره تصویر برخی حامیان احمدی‌نژاد که عکس رهبری را در دست داشتند، صورت گرفت.
صدا سیما شعارهای نمازگزاران مبنی بر «مرگ بر چین» و «مرگ بر روسیه» را نیز سانسور کرد.
اعتراض هاشمی نسبت به کشتار مسلمانان چین با شعار یکپارچه مرگ بر چین نمازگزاران مواجه شد به‌طوری‌که رئیس مجلس خبرگان رهبری با گفتن اینکه «لطفاً آرام باشید من هم دارم همین را می‌گویم» نمازگزاران را به سکوت دعوت کرد اما این بخش از سخنان هاشمی در جریان مشروح خطبه‌های نماز جمعه به شیوه‌ای تردستانه سانسور شد.

### حضور عبدالله نوری پس از ۱۱ سال و حمله به وی
در این نماز جمعه عبدالله نوری بعد از حدود ۱۱ سال در نماز جمعه شرکت کرد. آخرین بار در سال ۱۳۷۷ به نماز جمعه رفته بود که نیروهای افراطی منتسب به گروه‌های خاص، او را مورد ضرب و شتم قرار دادند. روز ۲۶ تیر ۱۳۸۸ عبدالله نوری برای همراهی با معترضین در نماز جمعه حاضر شد اما در میدان فلسطین مورد توهین رکیک و تعرض توسط گروهی از نیروهای سرکوبگر، لباس شخصی و موتور سوار قرار گرفت به‌طوری‌که تعدادی از حاضران از ترس آسیب جانی وی و همین‌طور برای جلوگیری از تشنج موردنظر سرکوبگران از نوری خواهش کردند آنجا را ترک کند.

### ممانعت از ورود خبرنگاران خارجی
از ورود خبرنگاران خارجی به نماز جمعه جلوگیری شد. مأموران ضمن گرفتن کارت‌های بسیاری از آنان، اعلام کردند که حق فیلم‌برداری از نمازجمعه و خیابان‌های اطراف را ندارند.

## واکنش‌ها
- محمد خاتمی در دیدار با خانواده تعدادی از بازداشت شدگان پس از انتخابات ریاست جمهوری، در دفتر مجمع روحانیون مبارز از گفته‌ها و پیشنهادهای هاشمی رفسنجانی در خطبه‌های نماز جمعه تهران استقبال کرد. او در این دیدار گفت: «توصیه‌های آقای هاشمی حداقل‌هایی است که می‌تواند فضای عمومی را تلطیف کرده و اعتماد از دست رفته را برگرداند و من در اینجا نکته‌ای را اضافه می‌کنم و به صراحت می‌گویم راه برون رفت از بحران فعلی، اتکا به آرای مردم و برگزاری رفراندوم قانونی است.» او پیشنهاد داد که این همه‌پرسی را باید نهادهای بی‌طرفی نظیر مجمع تشخیص مصلحت نظام برگزار کنند.[۲۵]
- مجمع روحانیون مبارز در پنجمین بیانیه خود با انتقاد از حملاتی که در جریان انتخابات علیه هاشمی رفسنجانی، رئیس مجمع تشخیص مصلحت نظام صورت گرفت، توصیه کرد پیشنهادهای هاشمی عملی شود. این مجمع تأکید کرده که دریک همه‌پرسی که عموم ملت ایران بتوانند آزادانه در آن شرکت کنند، نسبت به آنچه اتفاق افتاده‌است، نظرخواهی شود.[۲۵]
- محمد یزدی عضو فقهای شورای نگهبان از پیشنهاد هاشمی رفسنجانی برای آزادی دستگیرشدگان پیامدهای اعلام نتایج انتخابات ریاست جمهوری، انتقاد کرد و خطاب به او گفت: «شما چه کاره هستید که می‌گویید باید بازداشت شدگان آزاد شوند.» او رفسنجانی را متهم کرد که با نامه‌ای که پیش از انتخابات به سید علی خامنه‌ای نوشت بذر تردید را افشاند. یزدی با اشاره به بخشی از سخنان هاشمی رفسنجانی دربارهٔ مشروعیت حکومت گفت: «درست است که بدون همراهی مردم هیچ حاکم اسلامی نمی‌تواند کاری انجام دهد، اما همراهی مردم، مشروعیت حکومت را ایجاد نمی‌کند حتی در مورد پیامبر اسلام هم این گونه بود.»[۲۶]
- مجتبی ذوالنور جانشین نمایندگی رهبر ایران در سپاه پاسداران گفت: «هاشمی رفسنجانی در صحبت‌های مختلفی، خود را همراه و پشتیبان مقام معظم رهبری اعلام کرده بود ولی فعالیت‌های شدیدی علیه دولت مورد تأیید رهبری انجام داد.» او همچنین گفت: «در نماز جمعه دو روز گذشته عده‌ای برای اولین بار به نماز جمعه آمدند و با ایجاد بی نظمی موجب شکسته شدن صفوف نماز شده و شعارهایی علیه ولایت سر دادند.»[۲۷]
- جبهه مشارکت ایران اسلامی با انتشار بیانیه‌ای از حضور میلیونی مردم تهران در نمازجمعه ۲۶ تیر تشکر کرد و نوشت: «آنچه از زبان خطیب محترم جمعه، آیت‌الله هاشمی رفسنجانی جاری شد و راهکارهای ایشان می‌تواند نقطه شروعی باشد که حاکمیت با اجابت از آن‌ها گامی به سوی بازسازی اعتماد از دست رفته بردارد.»[۲۸]
- غلامحسین کرباسچی دبیرکل حزب کارگزاران سازندگی در مقاله‌ای در روزنامه اعتماد ملی، نماز جمعه ۲۶ تیر را نقطه عطف دیگری در تاریخ کشور و انقلاب خواند. او در این مقاله نوشت: «آقای هاشمی رفسنجانی با سخنانش نشان داده که مردم در میان مسئولان عالی‌رتبه نظام تنها نیستند.» او در بخش دیگری نوشت: «هاشمی طرف مردم ایستاد و سعی کرد حلقه واسطه باشد میان آن‌ها و حکومت.»[۲۸]
- حسین شریعتمداری نماینده ولی فقیه در روزنامه کیهان در سرمقاله این روزنامه، سخنان هاشمی رفسنجانی را جانبداری آشکار از یک جناح سیاسی خاص دانست و از اینکه او شرایط کشور را بحرانی خوانده، انتقاد کرد.[۲۸]
- علی مطهری نماینده اصولگرای مردم تهران در مجلس شورای اسلامی پیشنهادهای هاشمی رفسنجانی از جمله تسریع در آزادی بازداشت شدگان و رسیدگی به خانواده‌های آسیب دیدگان و همچنین بازسازی فضای گفتگو در صدا و سیما را مورد تأیید قرار داد و این راهکارها را برای طرفین ماجرا بسیار راهگشا دانست.[۲۹]
- اسماعیل گرامی‌مقدم سخنگوی حزب اعتماد ملی نیز در واکنشی به این نماز جمعه اظهار داشت که هاشمی رفسنجانی در خطبه‌های نماز جمعه «در میانه جریانات سیاسی» ایستاد و کوشید کف مطالبات دو طرف را مطرح کند. به گفته گرامی مقدم، یک طرف انتظار دارد مشروعیت انتخابات و دولت برآمده از آن توسط رقیبان پذیرفته شود و طرف دیگر، این انتخابات را مخدوش می‌داند و معتقد است که دولت مشروع نیست. او گفت: «آقای هاشمی برای اینکه کشور و نظام از این بحران خارج شود، گفتند که در چنین شرایطی به وحدت نیاز داریم و مطالباتی را مطرح کردند که در میانه مطالبات اصلی دو طرف قرار دارد.»[۳۰]
- خانهٔ احزاب ایران نیز با صدور بیانیه‌ای از پیشنهادهای هاشمی رفسنجانی حمایت کرد. در این بیانیه با اشاره به لزوم اداره جامعه بر مبنای آرای عمومی و نیز اصل آزادی فعالیت احزاب و گروه‌های سیاسی و همین‌طور آزادی اجتماعات و راهپیمایی‌ها بدون حمل سلاح از برخوردهای خشونت‌آمیز با معترضان به نتایج انتخابات ریاست جمهوری به شدت انتقاد شد. خانه احزاب ایران با انتقاد از امنیتی کردن فضای جامعه از مسئولان خواست «با پایان دادن به چنین شرایطی از طریق آزادی هر چه سریع‌تر دستگیرشدگان، همان‌طور که آیت‌الله هاشمی رفسنجانی دلسوزانه خواستار آن شدند و همچنین جبران آسیب‌های وارده به آسیب‌دیدگان، فراهم‌سازی و گسترش زمینه‌های فعالیت احزاب، رعایت حقوق شهروندان و اصلاح قانون انتخابات، برای رفع ابهامات و تردیدها و همچنین بازگشت آرامش به کشور، گام‌های عملی بیشتری را بردارند.»[۳۱]
- علی محمد دستغیب از اعضای مجلس خبرگان رهبری با انتشار بیانیه‌ای از سخنان رفسنجانی حمایت کرد. در پیام علی‌محمد دستغیب به علی‌اکبر هاشمی رفسنجانی از سخنان وی در خطبه‌های نماز جمعه به عنوان «نصایحی خیرخواهانه» یاد شد و بیان شد: «شما پیشنهادهای خوبی برای التیام نسبی دادید، آزادی همه زندانیان، دلجوئی از آن‌ها و خانواده آن‌ها و اینکه بتوانند آزادانه حرف منطقی خود را بزنند و همچنین رسانه‌های جمعی قضاوت یک‌طرفه نداشته باشند.» در این پیام بیان شد «بکار بردن سلاح سرد یا احیاناً گرم و زندان برای مقلّدین آقایان و دوستداران اسلام و روحانیت یعنی برگشت از دین و تنها ماندن، و این نه تنها نفعی ندارد که ضرر هم خواهد داشت و معنی حفظ نظام این نیست و این گونه نمی‌شود اسلام و انقلاب را حفظ کرد.» وی همچنین در پیام خود خواستار آن شد که به «خواسته‌های منطقی» نامزدهای معترض به نتایج انتخابات ریاست جمهوری توجه شود.[۳۱]
- کانون جوانان حزب سازندگی ایران نیز با انتشار بیانیه‌ای خواستار «پیگیری و اجرای راه حل‌های اثربخش و خیرخواهانه آیت‌الله هاشمی رفسنجانی» شد.[۳۱]
- حزب اعتدال و توسعه با استقبال از نظرات هاشمی رفسنجانی، تنها راه برون‌رفت از شرایط وقت را عمل به یکایک نظرات و پیشنهادات او که در خطبه‌های نماز جمعه اعلام شد دانست و از مسؤولین ذی‌ربط خواست نسبت به اجرائی شدن آن‌ها همت نموده و قبل از آنکه فرصت از دست برود زمینه آزادی دستگیرشدگان فراهم گردیده، شرایط امنیتی وقت به فضای مبتنی بر قانون تبدیل شده و اجازه تجمعات قانونی را برای ابراز نظرات مردم داده شود.[۳۲][۳۳]

## فیلتر شدن سایت هاشمی رفسنجانی
سایت اکبر هاشمی رفسنجانی رئیس مجمع تشخیص مصلحت نظام ایران فیلتر شد. حذف نکردن آخرین خطبهٔ نماز جمعهٔ وی از روی سایت دلیل این اقدام اعلام شده‌است.
هاشمی در این باره اظهار داشت: «در حدود ساعت ۱۹:۲۰ شب گذشته (پنج‌شنبه شب)، از شرکتی که خدمات مربوط به سایت هاشمی رفسنجانی را ارائه می‌کند، تماس گرفتند و اعلام کردند که به آن‌ها دستور داده شده‌است تا سرویس‌دهی به این سایت را قطع کنند و حدوداً ۱۵ دقیقه بعد از آن تماس، این سایت از دسترس خارج شد.»
او افزود: «مشخص نیست که چنین دستوری از سوی کدام مرجع به شرکت خدمات‌دهندهٔ سایت داده شده‌است، ولی ما فردا (شنبه) این موضوع را پیگیری می‌کنیم تا معلوم شود که این دستور از سوی کدام مرجع و به چه منظوری صادر شده‌است.»
مسئول دفتر رئیس مجمع تشخیص مصلحت نظام ایران در تشریح این اقدام گفت: «چند روز پیش از سوی گروهی منتسب به گروه نظارت تارنما ایمیلی روی سایت آیت‌الله رفسنجانی قرار گرفت که طی آن از مدیریت سایت درخواست شده بود که اقدام به پالایش سایت کند و مصادیق پالایش را حذف خطبه‌های آخرین نماز جمعهٔ آیت‌الله رفسنجانی اعلام کرده بود.»